# Vague de trafic
 (mai 2024).
La mise en forme du texte ne suit pas les recommandations de Wikipédia : il faut le « wikifier ».
Les points d'amélioration suivants sont les cas les plus fréquents. Le détail des points à revoir est peut-être précisé sur la page de discussion.
- Les titres sont pré-formatés par le logiciel. Ils ne sont ni en capitales, ni en gras.
- Le texte ne doit pas être écrit en capitales (les noms de famille non plus), ni en gras, ni en italique, ni en « petit »…
- Le gras n'est utilisé que pour surligner le titre de l'article dans l'introduction, une seule fois.
- L'italique est rarement utilisé : mots en langue étrangère, titres d'œuvres, noms de bateaux, etc.
- Les citations ne sont pas en italique mais en corps de texte normal. Elles sont entourées par des guillemets français : « et ».
- Les listes à puces sont à éviter, des paragraphes rédigés étant largement préférés. Les tableaux sont à réserver à la présentation de données structurées (résultats, etc.).
- Les appels de note de bas de page (petits chiffres en exposant, introduits par l'outil «  Source ») sont à placer entre la fin de phrase et le point final[comme ça].
- Les liens internes (vers d'autres articles de Wikipédia) sont à choisir avec parcimonie. Créez des liens vers des articles approfondissant le sujet. Les termes génériques sans rapport avec le sujet sont à éviter, ainsi que les répétitions de liens vers un même terme.
- Les liens externes sont à placer uniquement dans une section « Liens externes », à la fin de l'article. Ces liens sont à choisir avec parcimonie suivant les règles définies. Si un lien sert de source à l'article, son insertion dans le texte est à faire par les notes de bas de page.
- La présentation des références doit suivre les conventions bibliographiques. Il est recommandé d'utiliser les modèles {{Ouvrage}}, {{Chapitre}}, {{Article}}, {{Lien web}} et/ou {{Bibliographie}}. Le mode d'édition visuel peut mettre en forme automatiquement les références.
- Insérer une infobox (cadre d'informations à droite) n'est pas obligatoire pour parachever la mise en page.

Pour une aide détaillée, merci de consulter Aide:Wikification.
Si vous pensez que ces points ont été résolus, vous pouvez retirer ce bandeau et améliorer la mise en forme d'un autre article.
Les vagues de trafic, également appelées vagues d'arrêt, embouteillages fantômes, serpents de circulation ou chocs de circulation, sont des perturbations itinérantes dans la répartition des voitures sur une autoroute. Les vagues de trafic reculent par rapport aux voitures elles-mêmes. Par rapport à un point fixe de la route, la vague peut se déplacer avec ou contre la circulation, ou même être stationnaire (lorsque la vague s'éloigne de la circulation avec exactement la même vitesse que la circulation). Les vagues de trafic sont une sorte d'embouteillage. Une compréhension plus approfondie des vagues de trafic est un objectif de l'étude physique du flux de trafic, dans laquelle le trafic lui-même peut souvent être observé à l'aide de techniques similaires à celles utilisées en dynamique des fluides (lié à l'effet accordéon).

## Histoire
Le premier modèle théorique des ondes de choc de trafic a été proposé par Lighthill et Whitham en 1955. L'année suivante, Paul Richards publia indépendamment un modèle similaire. Les deux articles étaient basés sur la dynamique des fluides et le modèle est connu sous le nom de modèle Lighthill-Whitham-Richards.

## Atténuation
En sachant comment les vagues de trafic sont créées, les conducteurs peuvent parfois réduire leurs effets en augmentant les écarts entre les véhicules et en réduisant l'utilisation des freins, atténuant ainsi les embouteillages pour tous les usagers. Cependant, dans d'autres modèles,[Lequel ?] l'augmentation de l'écart entre les véhicules diminue la capacité des voies de circulation et augmente ainsi la congestion. Ce modèle peut être contesté car on sait que des principes similaires s'appliquent aux troupeaux de moutons à travers les portails, et que dans de tel cas, via l'intervention humaine, les solitons sont diminués simplement en poussant les « moutons coincés » et en retenant les moutons agressifs. En acheminant les moutons vers le portail, il est possible de déterminer le degré d’intervention nécessaire pour réduire les goulots d’étranglement. Des principes similaires peuvent être appliqués aux flux de trafic humain, où, si chaque individu avait la connaissance de la destination finale et une planification complète de l'itinéraire, alors la traversée le long d'un itinéraire se ferait en sachant parfaitement que tout changement brusque d'un itinéraire entraîne des retards pour tous les usagers qui prennent le même itinéraire.

## Voir également
- Système de régulateur de vitesse autonome
- Schéma fondamental du flux de trafic
- Vague verte
- Contrôle du trafic routier
- Règle 184
- Longueur d'onde
- Onde de choc
- Onde stationnaire